# Vertigo rowelli
Vertigo rowelli är en snäckart som först beskrevs av Wesley Newcomb 1860.  Vertigo rowelli ingår i släktet Vertigo och familjen puppsnäckor. Inga underarter finns listade i Catalogue of Life.